# Haworthia floccosa
Haworthia floccosa är en grästrädsväxtart som beskrevs av M. Hayashi. Haworthia floccosa ingår i släktet Haworthia och familjen grästrädsväxter. Inga underarter finns listade i Catalogue of Life.